# 옙 T10
옙 T10(Yepp T10, YP-T10)은 삼성전자에서 2007년 10월 30일에 출시한 포터블 미디어 플레이어이다.